# Bence Venyercsán
Bence Barnabás Venyercsán (* 8. Januar 1996 in Székesfehérvár) ist ein ungarischer Geher.

## Sportliche Laufbahn
Bence Venyercsán sammelte 2010 erste Wettkampferfahrung im Gehen. Im September konnte er die Goldmedaille bei den Ungarischen U16-Meisterschaften über 5000 Meter gewinnen. 2012 gewann er über 10.000 Meter bei den Ungarischen U18-Meisterschaften. Im selben Jahr sammelte er auch internationale Wettkampferfahrung, so konnte er beim Geher-Meeting im tschechischen Poděbrady den vierten Platz im U20-Wettkampf über 10 km belegen. 2013 gewann er die Silbermedaille bei den Ungarischen Hallenmeisterschaften. Im Juni gewann er die Goldmedaille bei den nationalen U18-Meisterschaften über 10.000 Meter. Auf dieser Distanz war er auch für die U18-Weltmeisterschaften in Donezk qualifiziert. Den Wettkampf beendete er mit einer Zeit von 46:08,48 min als Achter. 2014 belegte er im April mit einer Zeit von 1:28:24 h den vierten Platz bei den Ungarischen Meisterschaften über 20 km. Bei den Ungarischen Hallenmeisterschaften konnte er diesmal die Bronzemedaille gewinnen. Im Juli trat er bei den U20-Weltmeisterschaften in den USA an. Dabei belegte er mit Bestzeit von 43:25,62 min den 20. Platz über 10.000 Meter. 2015 war er für die U20-Europameisterschaften im schwedischen Eskilstuna qualifiziert und landete mit einer Zeit von 42:24,19 min auf dem elften Platz.
2016 wurde Venyercsán Ungarischer Vizemeister und verbesserte er sich dabei auf 1:27:34 h über 20 km. Im März bestritt er erstmals einen Wettkampf über 50 km und absolvierte die Distanz mit einer Zeit von 4:02:35 h. Damit war er für die Olympischen Sommerspiele in Rio de Janeiro qualifiziert, bei denen er im August an den Start ging. Dort blieb er rund 15 Minuten hinter seiner Bestleistung zurück und landete damit auf dem 44. Platz. 2017 trat er in Polen bei den U23-Europameisterschaften über 20 km an und landete mit der Zeit von 1:26:20 h auf dem 12. Platz. Einen Monat später trat er im August zur Universiade in Taipeh an, wobei er den 16. Platz auf der gleichen Distanz belegte. 2018 gewann er im April die Silbermedaille bei den Ungarischen Meisterschaften, wobei er seine persönliche Bestzeit von 1:24:15 h über 20 km aufstellte. Im August war er zum ersten Mal für die Europameisterschaften qualifiziert und belegte in Berlin mit neuer Bestzeit von 3:58:25 h den 13. Platz über 50 km. 2019 trat er in Neapel zum zweiten Mal zur Universiade an und landete auf dem 13. Platz über 20 km. Im März steigerte er sich über 50 km auf eine Zeit von 3:55:34 h. Damit war er zum ersten Mal für die Teilnahme an den Weltmeisterschaften qualifiziert. Bei seinem WM-Debüt belegte er in Doha den 26. Platz. Im März 2021 absolvierte er die 50-km-Distanz bei den Ungarischen Meisterschaften mit einer neuen Bestzeit von 3:52:03 h.
Seit 2019 verpasste es Venyercsán zwar die geforderte Qualifikationsnorm für die Olympischen Sommerspiele in Tokio zu unterbieten, schaffte es sich allerdings, aufgrund seiner Platzierung auf der Weltrangliste, dennoch für seine zweite Teilnahme an den Spielen zu qualifizieren. Im Vergleich zu seiner ersten Olympiateilnahme 2016 verbesserte er sich Anfang August mit Platz 20 deutlich. 2022 trat er bei den Europameisterschaften in München erstmals in der Saison über die 35-km-Distanz an. Er belegte im Ziel. den 14. Platz. 2023 trat er in der Heimat bei den Weltmeisterschaften in Budapest über 35 km an. Bei seiner zweiten WM-Teilnahme belegte er den 30. Platz. 2024 nahm er in Paris zum dritten Mal an den Olympischen Sommerspielen teil. Im Einzel über 20 km belegte er den 46. Platz. In der erstmals ausgetragenen Mixed-Marathon-Staffel landeten er und seine Teamkollegin auf dem 21. Platz.
Im Laufe seiner Leichtathletikkarriere gewann Venyercsán insgesamt zehn nationale Meistertitel, drei Mal über 35 km (2017, 2020–2021), zwei Mal über 50 km (2018, 2021) und ein Mal über 20 km (2019) sowie vier Mal in der Halle (2017–2018, 2020, 2023).

## Wichtige Wettbewerbe
| Jahr               | Veranstaltung             | Ort                | Platz              | Disziplin          | Zeit               |
| Startet für Ungarn | Startet für Ungarn        | Startet für Ungarn | Startet für Ungarn | Startet für Ungarn | Startet für Ungarn |
| ------------------ | ------------------------- | ------------------ | ------------------ | ------------------ | ------------------ |
| 2013               | U18-Weltmeisterschaften   | Donezk             | 8.                 | 10.000 m Bahngehen | 46:08,48 min       |
| 2014               | U20-Weltmeisterschaften   | Eugene             | 20.                | 10.000 m Bahngehen | 43:25,62 min       |
| 2015               | U20-Europameisterschaften | Eskilstuna         | 11.                | 10.000 m Bahngehen | 42:24,19 min       |
| 2016               | Olympische Sommerspiele   | Rio de Janeiro     | 44.                | 50 km Gehen        | 4:19:15 h          |
| 2017               | U23-Europameisterschaften | Bydgoszcz          | 12.                | 20 km Gehen        | 1:26:20 h          |
| 2017               | Universiade               | Taipeh             | 16.                | 20 km Gehen        | 1:39:48 h          |
| 2018               | Europameisterschaften     | Berlin             | 13.                | 50 km Gehen        | 3:58:25 h          |
| 2019               | Universiade               | Neapel             | 13.                | 20 km Gehen        | 1:34:16 h          |
| 2019               | Weltmeisterschaften       | Doha               | 26.                | 50 km Gehen        | 4:45:04 h          |
| 2021               | Olympische Sommerspiele   | Tokio              | 20.                | 50 km Gehen        | 3:59:05 h          |
| 2022               | Europameisterschaften     | München            | 14.                | 35 km Gehen        | 2:41:07 h          |
| 2023               | Weltmeisterschaften       | Budapest           | 30.                | 35 km Gehen        | 2:40:34 h          |
| 2024               | Olympische Sommerspiele   | Paris              | 46.                | 20 km Gehen        | 1:29:14 h          |
| 2024               | Olympische Sommerspiele   | Paris              | 21.                | Marathon Gehen     | 3:05:28 h          |

## Persönliche Bestleistungen
Freiluft
- 5000-m-Bahngehen: 19:35,77 min, 9. September 2023, Budapest
- 10.000-m-Bahngehen: 39:11,1 min, 22. Juni 2024, Budapest
- 20-km-Gehen: 1:21:42 h, 24. März 2024, Békéscsaba
- 35-km-Gehen: 2:33:49 h, 15. Dezember 2024, Dublin
- 50-km-Gehen: 3:52:03 h, 20. März 2021, Dudince

Halle
- 5000-m-Bahngehen: 19:26,24 min, 21. Februar 2015, Budapest